# The New Pollution
The New Pollution är en låt av alternativ rock-artisten Beck. Låten kom med på hans album Odelay släppt 18 juni 1996. Den var senare även släppt som den tredje av fem singlar från albumet den 28 februari 1997.
Låten har spelats live av Beck över 350 gånger. 